# Lévis
Lévis, antes conocida como Pointe de Lévy, Saint-Joseph-de-la-Pointe-de-Lévy, Saint-Joseph-de-Lauzon, Coste de Lauzon, Aubigny, Saint-Joseph-de-Lévis  y Lévis-Lauzon, es una ciudad canadiense situada en la provincia de Quebec, en la orilla sur del río San Lorenzo, frente a la ciudad de Quebec. Tiene las competencias de un municipio regional de condado y es ciudad más poblada de la región administrativa de Chaudière-Appalaches. Lévis forma parte de la Comunidad Metropolitana de Quebec también. Según el censo de 2006 la población de Lévis ascendía a 138 769 habitantes, lo que la convierte en la octava ciudad más poblada de Quebec, y la trigésimocuarta del país.

## Geografía

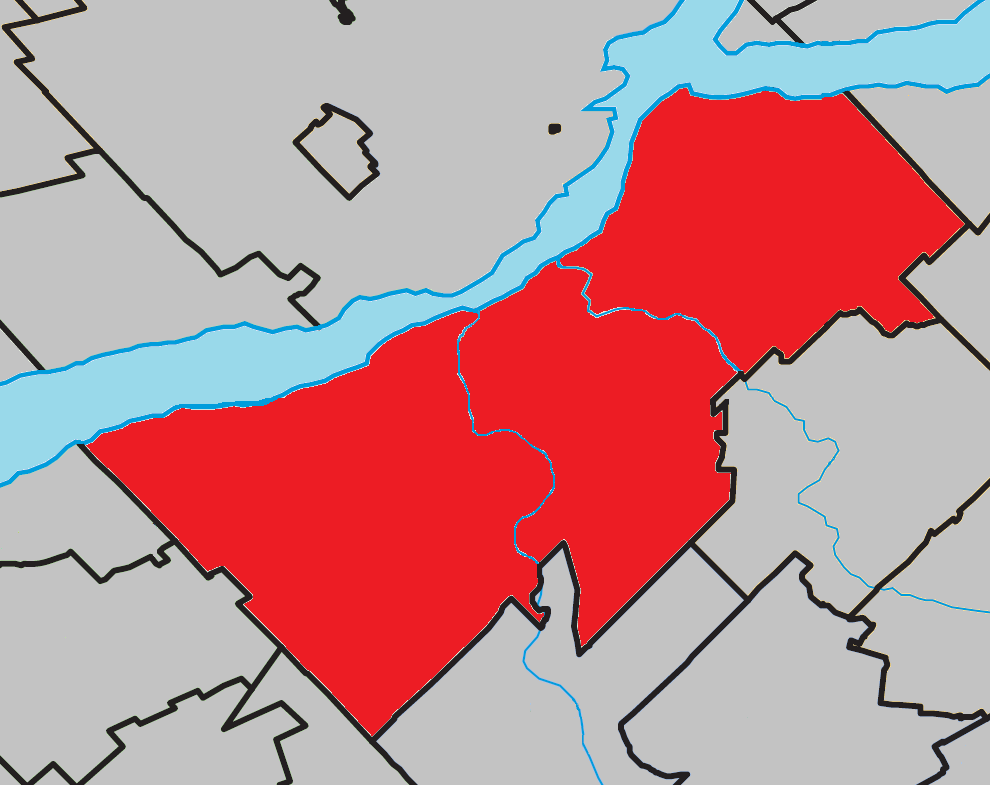
Ubicación de Lévis y municipios vicinos.

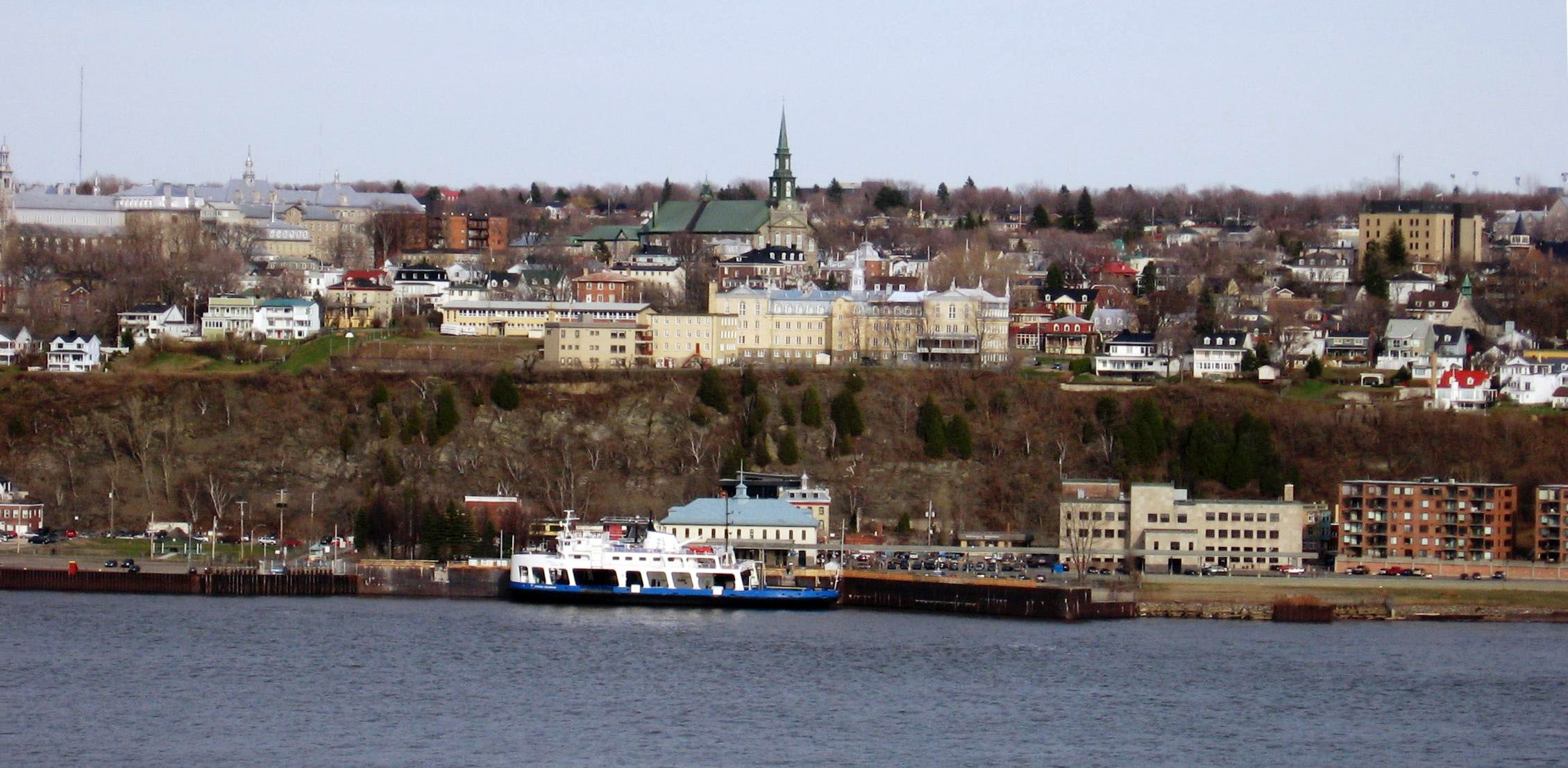
Vista sobre Lévis desde la ciudad de Quebec

Lévis está ubicada en el suroeste de Quebec. Limita al noroeste y norte con el San Lorenzo, al noreste con el MRC de Bellechasse, al sureste con Nueva Beauce,  al suroeste con Lotbinière. En orilla opuesta del San Lorenzo se encuentran la aglomeración de Quebec y los MRC de Portneuf y de la Isla de Orleans. Los municipios limítrofes son Beaumont, Saint-Charles-de-Bellechasse, Saint-Henri, Saint-Lambert-de-Lauzon, Saint-Gilles, Saint-Appolinaire y Saint-Antoine-de-Tilly. En la otra ribera del San Lorenzo están ubicados Neuville, Saint-Augustin-de-Desmaures, la ciudad de Quebec así como Sainte-Pétronille. Tiene una superficie total de 498,27 km² de los cuales 447,49 km² son tierra firme. La ribera del San Lorenzo es un acantilado. Al este, la punta de Lévy forma un cabo dominando la región aunque la parte oeste constituye un promontorio. Los ríos Chaudière, Etchemin y à la Scie, afluentes del San Lorenzo, bañan el territorio. Al oeste, el Río Beaurivage desemboca en el Chaudière. A cierta distancia de su desembocadura con el San Lorenzo, la cuesta formó cataratas en el Chaudière.

## Urbanismo

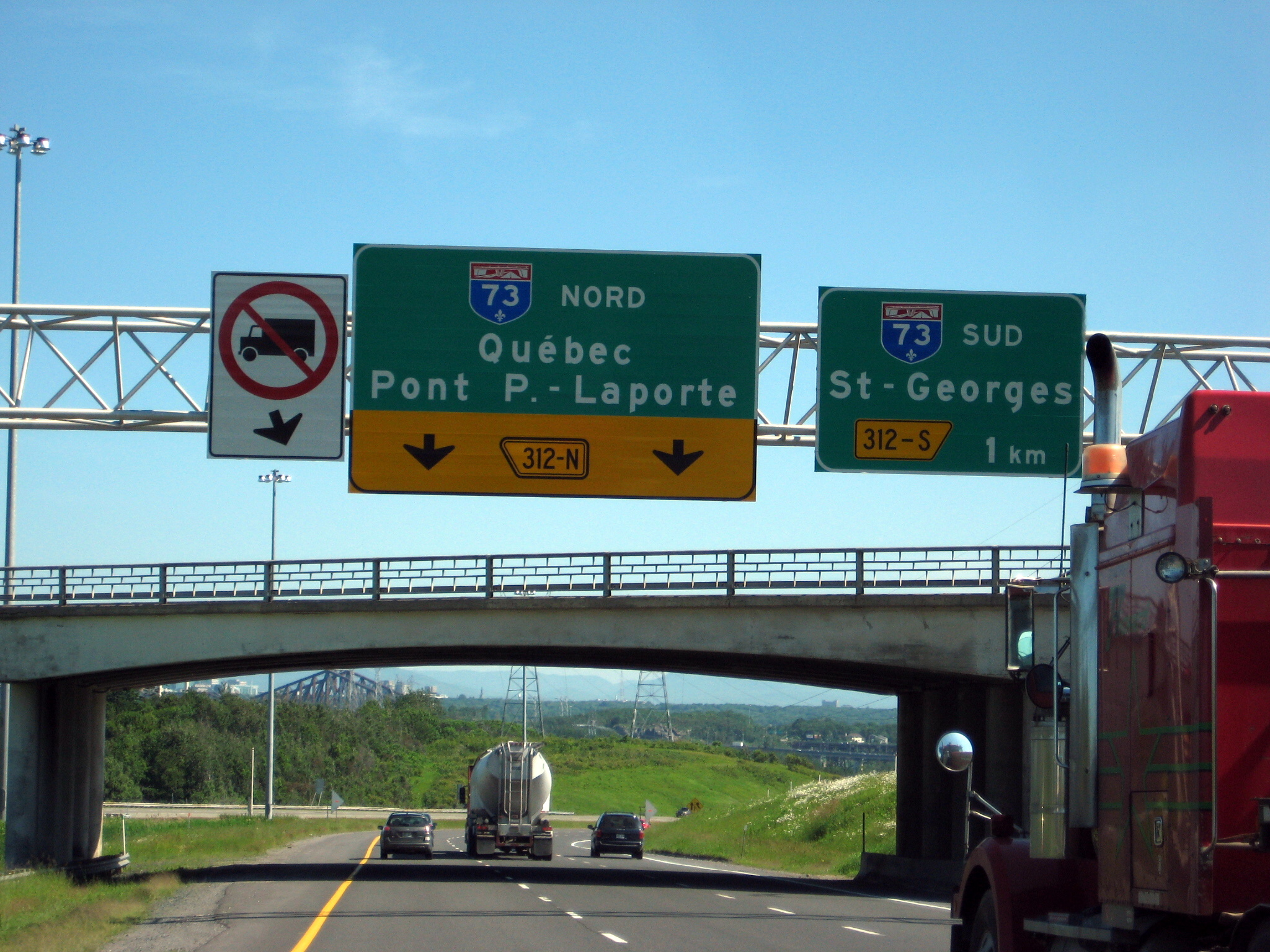
Cruce de las autopistas 20 y 73.

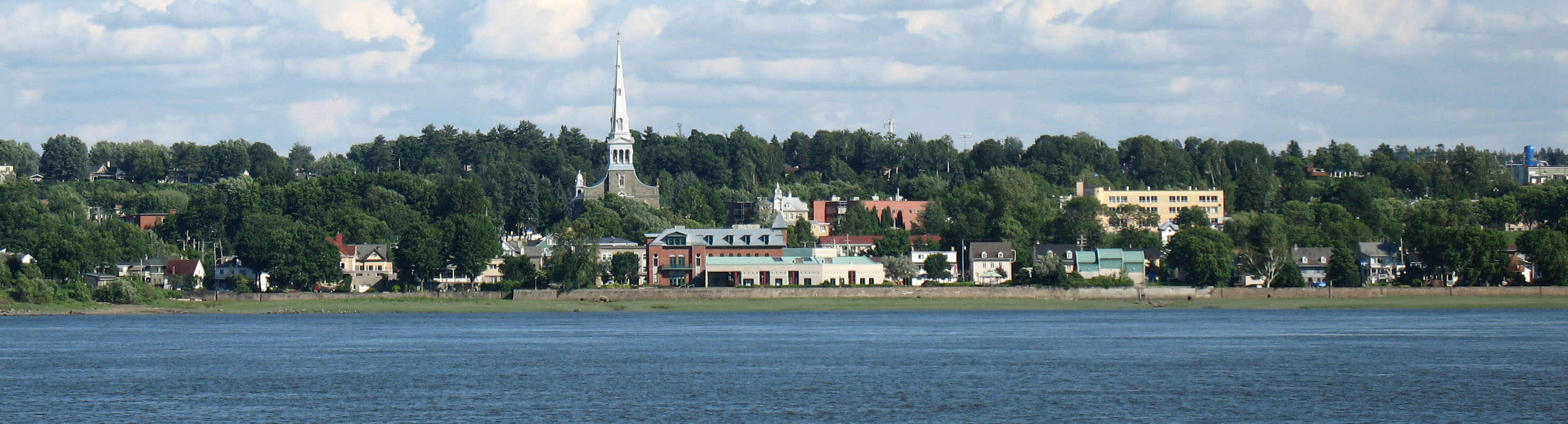
Saint-Romuald

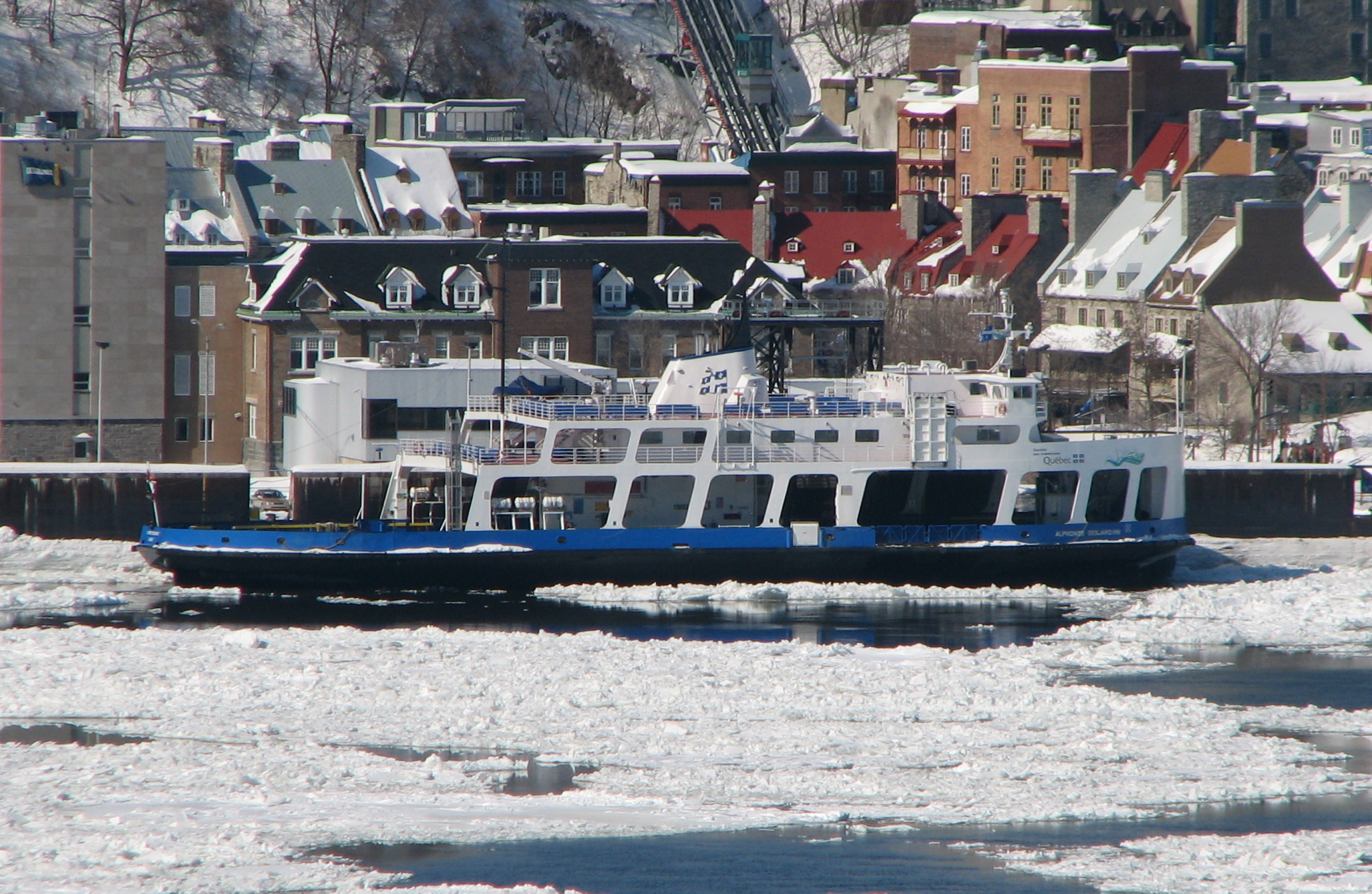
Transbordador Alphonse-Desjardins.

Lévis conlleva tres áreas geohistóricas que corresponden a los arrondissements actuales: Desjardins al este del Etchemin; Les Chutes-de-la-Chaudière-Est al centro entre el Etchemin y el Chaudière; finalmente al oeste del Chaudière, Les Chutes-de-la-Chaudière-Ouest.
Desjardins comprende el centro histórico de Lévis, Lauzon y Pointe-de-Lévy. La antigua ciudad de Lévis está ubicada sobre un acantilado frente al centro histórico de Quebec. Este sitio es acondicionado para la observación del paisaje. Saint-Joseph-de-la-Pointe-De Lévy es una localidad rural cerca el centro de Lévis y Lauzon. Pintendre es un pueblo cinco kilómetros al sur del centro de Lévis, en un paisaje campestre a lo largo de la rivière à la Scie.
Les Chutes-de-la-Chaudière-Est incluye las localidades antiguas de Saint-Romuald y Saint-Jean-Chrysostome así como sus sucesoras. Saint-Romuald se encuentra en la parte central de la ciudad de Lévis a lo longo del San Lorenzo al norte de Saint-Jean-Chrysotome, entre Saint-Nicolas al oeste y el centro de Lévis al este. Está ubicada enfrente de Sillery. Saint-Jean-Chrysostome o Saint-Jean es un barillo residencial y rural al sur de Saint-Romuald y al este de Charny. Hay un aeropuerto en esta área. Charny es un barrio ubicado en la margen este del río Chaudière cerca las cataratas y el cruce de transporte.  Breakeyville es un pueblo insertado en la orilla este en una curva del Chaudière, al sur de Charny, entre Saint-Étienne en ribera opuesta al oeste, y Saint-Jean-Chrysostome al este. Tiene una tradición industrial pero se vuelve cada vez más integrado a la región metropolitana de Quebec-Lévis.
Les Chutes-de-la-Chaudière-Ouest corresponde a Saint-Nicolas y su sucesoros. Este territorio tiene una ribera de 19 km por el San Lorenzo. Los barrios de Villieu, Saint-Nicolas, Bernières. El territorio de Saint-Nicolas es en gran parte rural e industrial también. Al oeste de Breakeyville y del Chaudière, al sur de Bernières se encuentra la localidad de Saint-Étienne-de-Lauzon. Cubre en largo territorio atravesado para el Beaurivage. Saint-Rédempteur es una pequeña localidad al norte de la confluencia del Beaurivage y del Chaudière, entre Bernières al oeste y Charny en ribera opuesta del Chaudière al este. La parte oeste de Lévis, cerca de los puentes hacia la ciudad de Quebec, forma parte de las afueras y una gran parte de su población va y venie a la ciudad de Quebec para el trabajo.
Los puentes de Quebec y Pierre-Laporte permiten los viajes hacia la orilla norte y la ciudad de Quebec. El puente de Quebec es un ferrocarril y una carretera aunque el puente Pierre-Laporte es una parte de la autopista 73. En la orientación este oeste, el ferrocarril continental (CN) y la autopista 20 (Carretera transcanadiense) atraviesan Lévis. A la cruce de los ejes de transporte están ubicados una playa de maniobras y  un enlace viario importantes.

## Historia

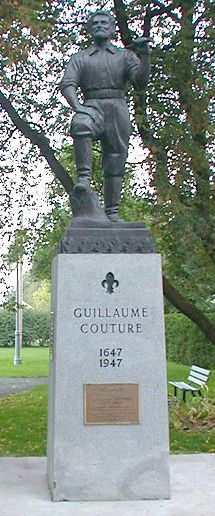
Monumento de Guillaume Couture (1618-1701)

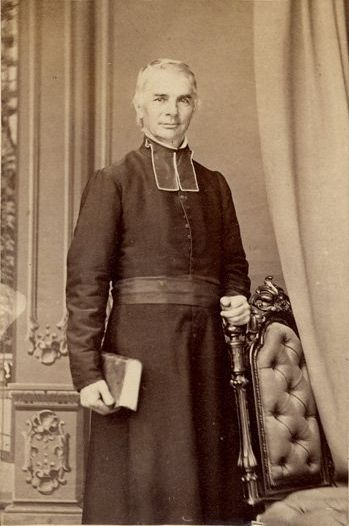
Joseph-David Déziel (1806-1882), primero cura de Lévis.

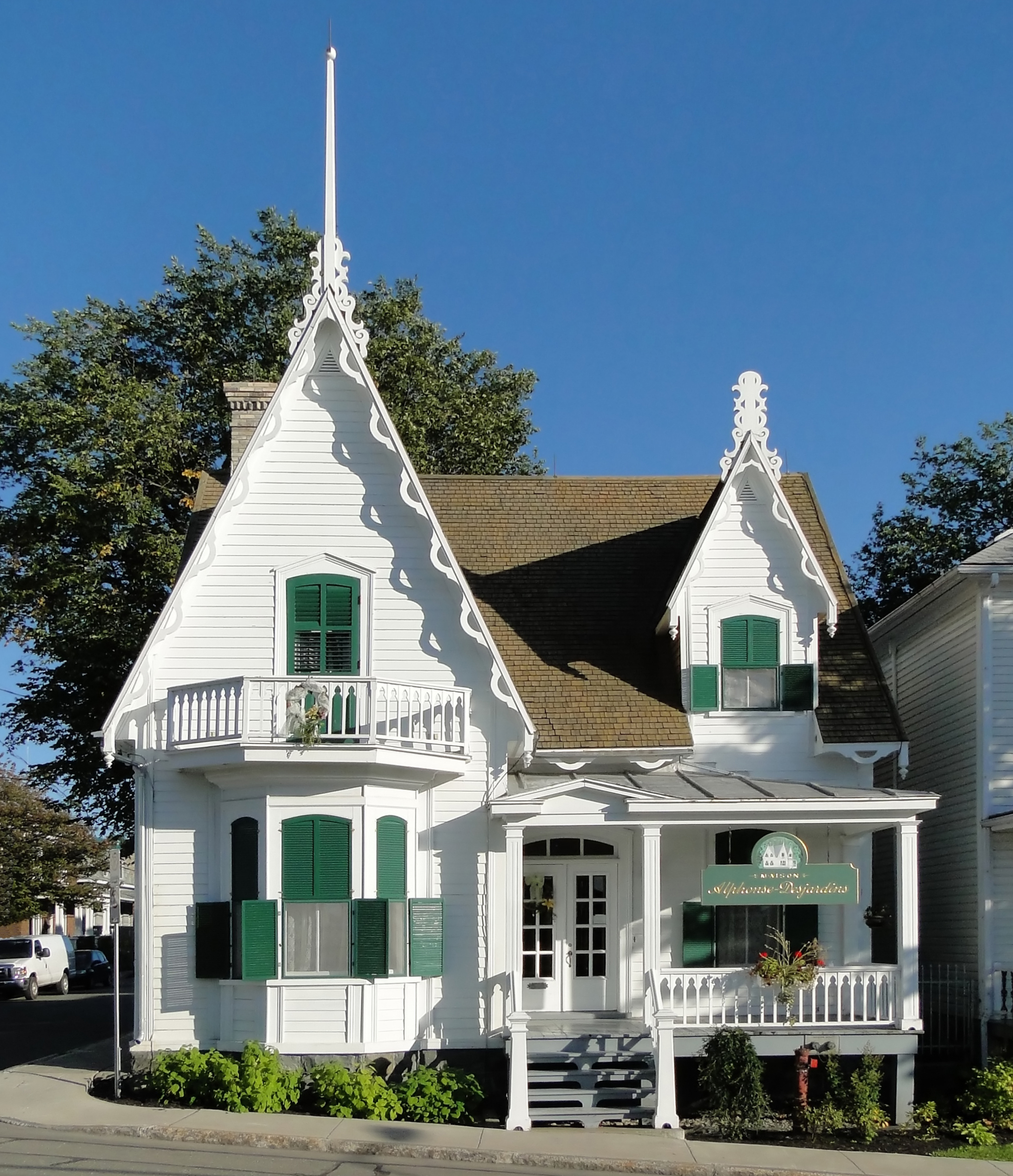
Casa Alphonse-Desjardins

### Amerindios
La región de Lévis ha estado poblada desde hace aprox. 10 000 años por Amerindios, gracias a su óptima localización, donde se unen los ríos (San Lorenzo y Chaudière).

### Nueva Francia
En 1625, Samuel de Champlain, explorador francés y fundador de la ciudad de Quebec, llamó el sitio Pointe de Lévy, del nombre de Henri de Lévis, virrey de Nueva Francia. Sobre su mapa que dibujó en 1632, señaló el cabo de Lévy como la punta de Lauzon. En 1636, la Compañía de la Nueva Francia concedió el señorío de Lauzon a Simon Le Maître, testaferro de Jean Lauson, el cual fue más tarde gobernador de Nueva Francia, de 1651 a 1659. El señorío cubría todo el territorio de la ciudad actual de Lévis. Guillaume Couture fue el primero colono que se estableció en Lauzon en 1647. Padre de catorce hijos, su descendencia es estimada a 60 000 personas. En 1651, Eustache Lambert organiza un establecimiento de pesca, llamado Etchemin, en la ribera del San Lorenzo entre el Etchemin y el Chaudière. Una población se estableció en Saint-Nicolas a partir de 1660. La primera iglesia en Lévis-Lauzon fue construida en 1675. La parroquia católica instituida en 1674, fue nombrada Saint-Joseph-de-la-Pointe-de-Lévy, aunque unos documentos se refirieron más bien a Saint-Joseph-de-Lauzon.  Hacia 1683, una misión abenaki vivía en Villieu, al confluenza del Chaudière y del san Lorenzo, en Saint-Nicolas. Un primero molino y una capela católica fueron construidos en Saint-Nicolas en 1690. El nombre Saint-Nicolas fue atribuido por Claude de Bermen de La Martinière, miembro del Consejo soberano de Nueva Francia y administrador del señorío de Lauzon de 1668 a 1681. Este topónimio recuerda su pueblo natal Ferté-Saint-Nicolas-de-la-Ferté en Thymerais, región de Francia. En 1694, colonos franceses empezaron a desbrozar el territorio de Saint-David, al suroeste de Lauzon. Claude de La Martinière desarrolló su feudo de Saint-Nicolas.
La iglesia de Saint-Nicolas fue construida en 1721. En los años 1750, el sitio histórico de Lévis era dsignado como la Coste de Lauzon. El pueblo de Pain Tendre (significando Pino Blando en francés) se desarrolló en un bosque de pinos blancos en este periodo. El pueblo de Taniata, nombre amerindio significando bosque de populus, estaba ubicado en el territorio del actual Saint-Jean-Chrysostome.
En 1759, durante la Guerra franco-india, el general James Wolfe bombardeó la ciudad de Quebec a partir del acantilado del cabo de Lauzon, sitio estratégico de observación sobre el San Lorenzo y la capital de Nueva Francia. Durante el autono, sus trupas occuparon Saint-Nicolas.

### sigloXIX: Industrialización y formación de los municipios
Al inicio del siglo XIX, Augustin Couture fue el primero concesionario de terenos hacia la curva del Chaudière y este lugar era conocido como Concession Saint-Augustin. Irlandeses y Franco-canadienses colonizaron el lugar conocido como Etchemin. En esta localidad, el primero puente sobre el Etchemin fue construido en 1818. Entre 1818 y 1861, el centro de Lévis se llamada Ville d'Aubigny, recordando Charles Lennox, 4o duque de Richmond y duque de Aubigny. El territorio estaba conocido como Saint-Joseph-de-la-Pointe-de-Lévy también. En 1828, la parroquia católica de Saint-Jérôme fue instituida en Taniata, por separación de la parroquia de Saint-Joseph-de-la-Pointe-de-Lévy. Esta parroquia fue nombrada desde Jérôme Demers, cura de Saint-Nicolas. El territorio al norte del confluent del Beaurivage era entonces una concesión nombrada Saint-Denis.
En el siglo XIX, el comercio de madera con la Inglaterra y la construcción de buques fueron actividades económicas mayoras. En 1844, John Breakey compró un aserradero en Concession Saint-Augustin, conocida como Saint-Omer en este periodo y máa tarde llamada Chaudière Mills (Molinos del Chaudière). La compañía John Breakey Reg'd operó actividades de tala, de maderada y de sierra de madera en toda la cuenca del Chaudière durante la segunda mitad de siglo XIX.
Durante el primero intento de crear municipios en Canadá Este, los municipios de parroquia de Saint-Joseph-de-la-Pointe-de-Lévy, Saint-Jean-Chrysostome (antes Saint-Jérôme) existieron entre 1845 y 1847. Fueron instituidos de nuevo en 1855, Saint-Joseph-de-la-Pointe-de-Lévy, también llamada más simplemente Saint-Joseph-de-Lévis' y cubriendo en gran parte el territorio este de la ciudad actual de Lévis, Saint-Jean-Chrysostome el centro del territorio, Saint-Nicolas al oeste del Chaudière. La parroquia católica de Saint-Romuald-d'Etchemin fue instituida en 1853, por separación de Saint-Jean-Chrysostome. Su primero cura fue Pierre-Télesphore Sax hasta 1878. Se volvió un municipio de parroquia de mismo nombre dos años más tarde.
En Concession des Longues-Pointes a lo largo del Beaurivage, la parroquia católica de Saint-Étienne fue fundada por separación de las parroquias de Saint-Nicolas y de Saint-Lambert en 1859. Este nombre recuerda Étienne Baillargeon, cura Saint-Nicolas de 1838 a 1870. El municipio de parroquia de Saint-Étienne-de-Lauzon fue instituido dos años más tarde, al mismo tiempo que la oficina de correos que fue nombrado Baillargeon hasta 1937.
El municipio inicial de ciudad de Lévis fue creado en 1861. Este topónimio honra François-Gaston de Lévis, héroe de la batalla de Sainte-Foy en 1760. El municipio de pueblo de Bienville fue creado en 1863. El municipio de pueblo de Lauzon, del nombre del primero señor y situado a algunos kilómetros al noreste de la ciudad de Lévis de la época, enfrente de la Isla de Orléans, fue instituido en 1867 por separación de Saint-Joseph-de-la-Pointe-de-Lévy. A esta época (1865-1871) fueron construidos tres fuertes. En la segunda mitad del siglo XIX, Lévis fue una importante cruce de ferrocarriles con el Canadien National, el Quebec Central y el Lévis & Kennebec. La oficina de correos obierta en 1873 en la localidad de Saint-Denis, fue llamada Chaudière-Station, del nombre de la estación Chaudière que fue construida en esta población. En 1876, el municipio de parroquia de Saint-David-de-Lauberivière fue instituido, un año después de la creación de la parroquia católica de Saint-David-de-l'Aube-Rivière, por separación de la parroquia de Notre-Dame-de-la-Victoire. El topónimio honra Joseph-David Déziel, cura de Notre-Dame-de-la-Victoire durante más de 30 años y Colegio de Lévis, así como François-Louis de Pourroy de Lauberivière, obispo de Quebec en 1739-1740. Mismo año, el municipio de Saint-Télesphore, nombre recordando el cura de Saint=Romuald, fue formado a partir de una parte del territorio de Saint-Romuald-d'Etchemin.

### sigloXX
En 1900, la parroquia católica de Saint-Louis-de-Pintendre y el municipio de parroquia de Saint-Louis-de-Gonzague-de-Pintendre, fueron fundados por separación de Lévis. Esos nombres recuerdan a Louis-Nazaire Bégin, nacido en Lévis y obispo de Quebec entre 1898 y 1925. En 1903, el municipio de parroquia de Notre-Dame-du-Perpétuel-Secours-de-Charny fue creado por separación de Saint-Jean-Chrysostome. El nombre Charny honra Charles de Lauson, señor de Charny e hijo de Jean de Lauson. Omer Poirier fue el primer cura de la parroquia, de 1903 a 1936. En 1908, la parroquia católica de Sainte-Hélène-de-Breakeyville fue fundada en la localidad de Chaudière Mills y el municipio de parroquia del mismo nombre fue instituido el año siguiente. En 1912, el municipio de Saint-Nicolas-Sud fue creado por separación de Saint-Nicolas. En 1917, una barrera de hielo en el Chaudière inunda Sainte-Hélène-de-Breakeyville. La parroquia católica de Saint-Reédempteur fue creada en 1919 y el municipio de pueblo del mismo nombre el año siguiente, por separación de Saint-Étienne-de-Lauzon. La población de esta localidad trabajó en gran parte en el transporte ferroviario. En 1924, el municipio de Bienville se unió al municipio de Lauzon.
En 1965, los municipios de Saint-Romuald-d'Etchemin y de Sant-Télesphore se fusionaron en la ciudad de Saint-Romuald-d'Etchemin. En 1968, el municipio de Saint-Nicolas-Sud se vuelvó Bernières, del nombre de Bernières-sur-Mer en Normandia. A partir de los años 1970, la actividad comercial de Lévis y de Saint-Romuald se desarrolló. En 1982, Saint-Romuald-d'Etchemin se volvió Saint-Romuald.

### sigloXXI: La nueva ciudad
Al fin del siglo XX, diversos municipios en la orilla sur de Quebec se unieron, por ejemplo Saint-Nicolas y Bernières en 1994. La ciudad actual fue instituida en 2002 por la unión de los municipios de los antiguos MRC de Desjardins y de Les Chutes-de-la-Chaudière, a excepción de Saint-Lambert-de-Lauzon y de Saint-Henri.
| Año  | Acontecimiento |
| ---- | --- |
| 1636 | Concesión del señorío de Lauzon |
| 1647 | Fundación de Lauzon |
| 1660 | Fundación de Saint-Nicolas |
| 1674 | Creación de la parroquia católica de Saint-Joseph-de-la-Pointe-de-Lévy en Lauzon |
| 1694 | Creación de la parroquia católica de Saint-Nicolas |
| 1721 | Construcción de la iglesia de Saint-Nicolas |
| 1759 | Ocupación de Coste de Lauzon, Batalla de Quebec y ocupación de Saint-Nicolas |
| 1828 | Creación de la parroquia católica de Saint-Jérôme, ahora Saint-Jean-Chrysostome |
| 1845 | Creación del primeros municipios de Saint-Joseph-de-la-Pointe-de-Lévy, Saint-Jean-Chrysostome suprimidos en 1847                                                                                         |
| 1853 | Creación de la parroquia católica de Saint-Romuald-d'Etchemin |
| 1855 | Creación de los municipios de parroquia de Saint-Joseph-de-la-Pointe-de-Lévy, Saint-Jean-Chrysostome, Saint-Romuald-d'Etchemin y Saint-Nicolas                                                           |
| 1860 | Creación del municipio de parroquia de Saint-Étienne-de-Lauzon |
| 1861 | Creación del municipio de ciudad (ville) de Lévis |
| 1863 | Creación del municipio de pueblo de Bienville |
| 1867 | Creación del municipio de pueblo de Lauzon |
| 1876 | Creación del municipio de parroquia de Saint-David-de-Lauberivière y del municipio de Saint-Télesphore                                                                                                   |
| 1900 | Creación del municipio de parroquia de Saint-Louis-de-Gonzague-de-Pintendre |
| 1903 | Creación del municipio de parroquia de Notre-Dame-du-Perpétuel-Secours-de-Charny |
| 1909 | Creación del municipio de parroquia de Sainte-Hélène-de-Breakeyville |
| 1910 | Lauzon se vuelve un municipio de ciudad (ville) |
| 1912 | Creación del municipio de Saint-Nicolas-Sud |
| 1924 | Creación del municipio de pueblo de Saint-Rédempteur |
| 1924 | Fusión del municipio de pueblo de Bienville en el municipio de Lauzon Cambio del estatuto y del nombre de Notre-Dame-du-Perpétuel-Secours-de-Charny para el de pueblo de Charny                          |
| 1951 | Cambio del nombre de Saint-Louis-de-Gonzague-de-Pintendre para el de Saint-Louis-de-Pintendre |
| 1957 | Lauzon se vuelve un municipio de ciudad (cité) Cambio del nombre de Saint-Étienne-de-Lauzon para el de Saint-Étienne                                                                                     |
| 1962 | Saint-David-de-l'Auberivière se vuelve un municipio de ciudad (ville) |
| 1963 | Cambio del estatuto de Saint-Romuald-d'Etchemin para el de ciudad (ville) |
| 1965 | Fusión de los municipios de Saint-Romuald-d'Etchemin y de Saint-Télesphore para formar el municipio de ciudad (cité) de Saint-Romuald-d'Etchemin Cambio del estatuto de Charny para el de ciudad (ville) |
| 1968 | Cambio del nombre de Saint-Nicolas-Sud para el de Bernières |
| 1980 | Cambio del estatuto de Lauzon para el de ciudad (ville) |
| 1981 | Cambio del estatuto de Saint-Rédempteur para el de ciudad (ville) |
| 1982 | Cambio del nombre de Saint-Étienne para el de Saint-Étienne-de-Lauzon Cambio del estatauto y del nombre de Saint=Romuald-d'Etchemin para ciudad (ville) de Saint-Romuald                                 |
| 1986 | Cambio del nombre de Saint-Louis-de-Pintendre para el de Pintendre |
| 1989 | Fusión de las ciudades de Lévis y de Lauzon para formar Lévis-Lauzon |
| 1991 | Fusión de las ciudades de Lévis-Lauzon y de Saint-David-de-l'Auberivière para formar Lévis |
| 1994 | Fusión de las ciudades de Bernières y de Saint-Nicolas para formar Bernières-Saint-Nicolas |
| 1996 | Cambio del nombre de Bernières-Saint-Nicolas para el de Saint-Nicolas |
| 2002 | Fusión de los municipios de la ribera sur de Quebec y formación de la nueva ciudad de Lévis |

## Política
Lévis tiene las competencias de un municipio regional de condado y forma parte de la región de Chaudière-Appalaches. Está inclusa en la Comunidad Metropolitana de Quebec. El territorio se divide en tres arrondissements. El consejo municipal se compone de quince consejeros representando distritos electorales territoriales. El alcalde actual (2015) es Gilles Lehouillier, que sucedió a Danielle Roy Marinelli en 2013. La ciudad de Lévis es hermanada con la comuna de Le Grand-Quevilly en Sena Marítimo (Francia).
|                      | 2005-2009              | 2009-2013              | 2013-2017            |
| Alcalde              | Danielle Roy Marinelli | Danielle Roy Marinelli | Gilles Lehouillier   |
| 1 - Saint-Étienne    | Philippe Laberge       | Mario Fortier#         | Mario Fortier#       |
| 2 - Saint-Nicolas    | Dominique Maranda#     | Dominique Maranda#     | Clément Genest       |
| 3 - Villieu          | Anne Ladouceur#        | Anne Ladouceur#        | René Fortin#         |
| 4 - Saint-Rédempteur | Isabelle Demers        | Réjean Lamontagne#     | Réjean Lamontagne#   |
| 5 - Charny           | Alain Lemaire          | Michel Patry#          | Michel Patry#        |
| 6 - Breakeyville     | Nicole Larouche        | Michel Turner#         | Michel Turner#       |
| 7 - Saint-Jean       | Guy Dumoulin#          | Guy Dumoulin#          | Guy Dumoulin#        |
| 8 - Taniata          | Jean-Pierre Bazinet#   | Jean-Pierre Bazinet#   | Jean-Pierre Bazinet# |
| 9 - Saint-Romuald    | Jean-Luc Daigle#       | Jean-Luc Daigle#       | Brigitte Duchesneau# |
| 10 - Notre-Dame      | Simon Théberge#        | Simon Théberge#        | Pierre Lainesse#     |
| 11 - Saint-David     | Jean Girard            | Serge Côté#            | Serge Côté#          |
| 12 - Christ-Roi      | André Hamel            | Janet Jones#           | Janet Jones#         |
| 13 - Bienville       | Robert Maranda#        | Robert Maranda#        | Robert Maranda#      |
| 14 - Lauzon          | Jean-Claude Bouchard#  | Jean-Claude Bouchard#  | Fleur Paradis#       |
| 15 - Pintendre       | Ann Jeffrey#           | Ann Jeffrey#           | Ann Jeffrey#         |

Nota : Nombres de distritos para 2009 y 2013. * Al inicio del termo pero no al fin.  ** Al fin del termo pero no al inicio. # En el partido del alcalde (2009 y 2013).
El territorio de Lévis está ubicado en las circunscripciones electorales de Bellechasse, Chutes-de-la-Chaudière y Lévis a nivel provincial y de Lévis—Bellechasse y de Lotbinière–Chutes-de-la-Chaudière a nivel federal.

## Demografía
Según el censo de Canadá de 2011, había 138 769 personas residiendo en esta ciudad con una densidad de población de 308,8 hab./km². Los datos del censo mostraron que de las 130 006 personas censadas en 2006, en 2011 hubo un aumento poblacional de 8763 habitantes (6,7%). El número total de inmuebles particulares resultó de 59 024 con una densidad de 191,14 inmuebles por km². El número total de viviendas particulares que se encontraban ocupadas por residentes habituales fue de 57 766.
Evolución de la población total, Lévis, 1991-2015

## Economía

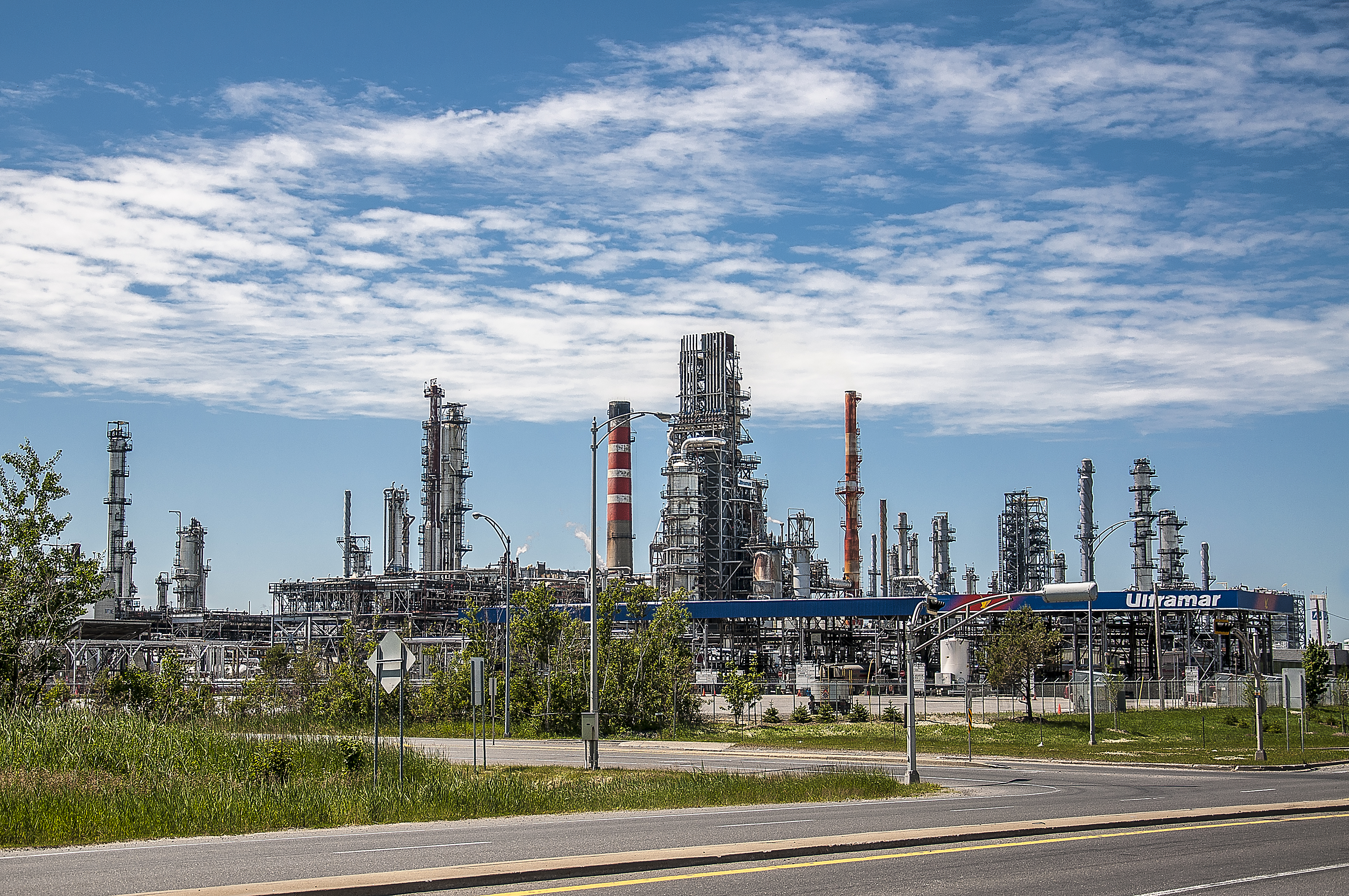
Refinería Jean-Gaulin en Saint-Romuald.

Lévis es el centro económico de Chaudièere-Appalaches, con importantes actividades comerciales, industriales e institucionales. Amplia su influencia a las regiones de la orilla sur del San Lorenzo, antes como enlace fluvial y portuario, ahora como cruce de carreteras y ferrocarriles. La industria de fabricación es importante, especialmenteen Saint-Nicolas. El transporte por camión se desarrolló en Saint-Nicolas. Aunque Lévis es una importante ciudad, tiene largos espacios agrícolas, con una importante cultura de fresa al oeste.

## Cultura
Los Fuertes de Lévis, en Lauzon, son un sitio histórico nacional de Canadá.
Según la leyenda, la jaula de hierro que encerró el cadáver de Marie-Josephte Corriveau (1733-1763), sobrenombrada La Corriveau y que había asesinado su esposa, se encontró en la Pointe De Lévy.

## Sociedad

### Personalidades
- Guillaume Couture (1618-1701), colono;
- Jean Lauson (1620-1661), señor y gobernador;
- Ignace Bourget (1799-1885), obispo;
- Joseph-David Déziel (1806-1882), cura y fundador del colegio de Lévis;
- Modeste Demers (1809-1871), obispo;
- Louis Fréchette (1839-1908), escritor;
- Louis-Nazaire Bégin (1840-1925), cardenal;
- Joseph-Elzéar Bernier (1852-1934), navegante;
- Alphonse Desjardins (1854-1920);
- Pierre-Georges Roy (1870-1953), archivero;
- Céline Bonnier (1965-), actriz;
- Guylaine Cloutier (1971-), nadadora.

## Comunidades locales
Hay 3 arrondissements en el territorio de Lévis.
| Código | Nombre                           | Antiguo MRC                | Superficie tierra (km²) | Población 2013 | Densidad (hab./km²) | Número de concejales | Sectores                                                                     | CEP                                        | CEF                                                  |
| ------ | -------------------------------- | -------------------------- | ----------------------- | -------------- | ------------------- | -------------------- | ---------------------------------------------------------------------------- | ------------------------------------------ | ---------------------------------------------------- |
| REA01  | Desjardins                       | Desjardins                 | 133                     | 54 837         | 412,3               | 6                    | Lévis, Pintendre, Saint-Joseph-de-la-Pointe-De Lévy                          | Lévis, Bellechasse                         | Lévis—Bellechasse                                    |
| REA02  | Les Chutes-de-la-Chaudière-Est   | Les Chutes-de-la-Chaudière | 120                     | 46 457         | 387,1               | 5                    | Charny, Sainte-Hélène-de-Breakeyville, Saint-Jean-Chrysostome, Saint-Romuald | Lévis, Chutes-de-la-Chaudière              | Lotbinière–Chutes-de-la-Chaudière                    |
| REA03  | Les Chutes-de-la-Chaudière-Ouest | Les Chutes-de-la-Chaudière | 191                     | 40 916         | 214,2               | 4                    | Saint-Étienne-de-Lauzon, Saint-Nicolas, Saint-Rédempteur                     | Chutes-de-la-Chaudière                     | Lotbinière–Chutes-de-la-Chaudière                    |
| 250    | Lévis                            |                            | 444                     | 142 210        | 320,3               | 15                   |                                                                              | Bellechasse, Chutes-de-la-Chaudière, Lévis | Lévis—Bellechasse, Lotbinière–Chutes-de-la-Chaudière |